# Ленг-Ренчинський
Ленг-Ренчинський (пол. Łęg Ręczyński) — село в Польщі, у гміні Ренчно Пйотрковського повіту Лодзинського воєводства.
Населення — 180 осіб (2011).
У 1975-1998 роках село належало до Пйотрковського воєводства.

## Демографія
Демографічна структура станом на 31 березня 2011 року:
|          | Загалом | Допрацездатний вік | Працездатний вік | Постпрацездатний вік |
| -------- | ------- | ------------------ | ---------------- | -------------------- |
| Чоловіки | 89      | 16                 | 63               | 10                   |
| Жінки    | 91      | 18                 | 52               | 21                   |
| Разом    | 180     | 34                 | 115              | 31                   |